# Boualem Tatah
 (février 2024).
 (février 2024).
Pour les articles homonymes, voir Boualem (homonymie).
Boualem Tatah est un physicien et un homme politique algérien.

## Biographie
Admis 3e par ordre de mérite au concours national pour l'accès à l'établissement d'enseignement secondaire le mieux coté d'Algérie, en l'occurrence l'ex École normale d'Alger-Bouzaréah dont il était premier de sa classe, Boualem Tatah en sortit bachelier et suivit à l'étranger un cursus d'énergéticien-atomicien qui le mena d'abord au prestigieux Institut énergétique de Moscou dont il obtint les grades d'Ingénieur d'État et de Master of Sciences avec le prix de la plus brillante thèse MSC de sa promotion, puis à l'Institut national des sciences et techniques nucléaires de Paris - Saclay, France, et à l'Institut national polytechnioue de Grenoble - France, qui lui décernèrent conjointement le titre d'Ingénieur de spécialisation en Génie atomique avec mention du jury ; il fut admis dans les laboratoires du Centre d'études nucléaires de Grenoble près du Commissariat à l'énergie atomique et aux énergies alternatives en qualité de chercheur-collaborateur de thèse et obtint, à l'Institut polytechnique de Grenoble, un doctorat en génie atomique avec les félicitations exceptionnelles du jury de thèse. Tatah Boualem est également diplômé de l'Institut Adam Smith de Londres, à l'issue d'une formation de haut niveau pour VIP de rang ministériel dans le domaine des politiques publiques d'éducation, de formation et d'enseignement supérieur.
Ayant exercé en qualité de directeur du Centre nucléaire de développement de la conversion d'énergie d'Alger puis de directeur du Centre nucléaire de développement des systèmes énergétiques à Aïn-Oussera/Birine et à Draria, Tatah Boualem contribua à la formation de centaines de nucléaristes algériens en dirigeant de nombreuses thèses et en enseignant en post-graduation une quinzaine de modules du génie atomique ; il dirigea en outre plusieurs projets dont ceux des deux réacteurs nucléaires algériens, Nur de Draria et Es-Salam de Aïn-Oussera/Birine jusqu'à leur divergence avant de présider trois Commissions ayant statué sur leurs réceptions provisoires puis définitives, ainsi que la Commission nationale d'habilitation à piloter les réacteurs nucléaires.
Nommé directeur national des activités scientifiques et industrielles dans l'ex Haut-commissariat à la recherche près la Présidence de la République, puis directeur chargé de la technologie au ministère délégué à la Recherche et à la Technologie créé auprès du chef du gouvernement, il rejoint le ministère de l'Enseignement supérieur et de la Recherche scientifique, où il fut directeur d'études puis secrétaire général par intérim avant d'être nommé secrétaire général au ministère de la Formation et de l'Enseignement professionnels. Il a notamment été désigné par la Présidence de la République en qualité de membre du Conseil supérieur de l'éducation puis comme membre de la Commission nationale de réforme du système éducatif.
Au titre de sa carrière à l'Assemblée populaire nationale, Tatah occupa plusieurs hautes fonctions, dont celles de Conseiller politique du Président de I'APN, Conseiller charge des relations internationales puis Conseiller diplomatique du Président de l'APN, secrétaire général de l'APN, directeur général de l'Institut IFEL avant d'être nommé directeur général des études législatives et de la formation.
Boualem Tatah est l'auteur de près de sept cents rapports d'études, d'analyse et de recherche, auteur de dizaines de communications, animateur de très nombreux concours et conférences et auteur de plusieurs publications internationales. Il sert de « plume » attitrée de personnalités politiques nationales de premier plan. Il a été membre d'honneur de la Commission argentine à l'énergie atomique ; par le passé, Tatah Boualem a présidé à Vienne, Autriche, la Commission intergouvernementale sur le dessalement nucléaire près de l'Agence internationale de l'énergie atomique, représenté l'Algérie aux négociations de Vienne sur l'adhésion au protocole additionnel du Traité sur la non-prolifération des armes nucléaires et présidé à New-Delhi, Inde, le Congrès mondial des experts en techniques de pointe des pays non alignés et des pays en voie de développement.
En 2006, pour avoir contribué à rapprocher les Assemblées législatives des États-Unis et l'APN algérienne, Tatah Boualem s'est vu décerner à l'international le titre honorifique de colonel du Kentucky (en), une haute distinction américaine qui a récompensé avant lui des personnalités aussi illustres que l'ancien Premier ministre britannique Winston Churchill, l'ancien Président américain Lyndon Johnson ou le boxeur Mohamed Ali.